# Andrés Salazar
Andrés Salazar Osorio (Guarne, 15 gennaio 2003) è un calciatore colombiano, centrocampista dell'Atlético Nacional.

## Carriera

### Club
Salazar ha iniziato a giocare a calcio con il club locale del Manantiales prima di passare all'Atlético Nacional. Nel 2021 e nel 2022 ha fatto esperienza in Categoría Primera B giocando in prestito a Valledupar e Fortaleza C.E.I.F..
Il 27 febbraio 2023 ha esordito con il club biancoverde giocando l'incontro di Categoría Primera A vinto 3-1 contro l'Atlético Huila.

### Nazionale
Nel 2023 con la Nazionale Under-20 ha preso parte al Campionato sudamericano ed al Mondiale di categoria. Il 6 giugno dello stesso anno ha debuttato con la nazionale maggiore giocando da titolare un'amichevole contro l'Iraq.

## Statistiche
Statistiche aggiornate al 24 luglio 2024.

### Presenze e reti nei club
| Stagione                 | Squadra                  | Campionato               | Campionato | Campionato | Coppe nazionali | Coppe nazionali | Coppe nazionali | Coppe continentali | Coppe continentali | Coppe continentali | Altre coppe | Altre coppe | Altre coppe | Totale | Totale | Totale |
| Stagione                 | Squadra                  | Comp                     | Pres       | Reti       | Comp            | Pres            | Reti            | Comp               | Pres               | Reti               | Comp        | Pres        | Reti        | Pres   | Reti   |        |
| ------------------------ | ------------------------ | ------------------------ | ---------- | ---------- | --------------- | --------------- | --------------- | ------------------ | ------------------ | ------------------ | ----------- | ----------- | ----------- | ------ | ------ | ------ |
| 2021                     | Valledupar               | B                        | 9          | 1          | CC              | 2               | 0               |                    | -                  | -                  |             | -           | -           | 11     | 1      |        |
| 2022                     | Fortaleza C.E.I.F.       | B                        | 26         | 1          | CC              | 4               | 0               |                    | -                  | -                  |             | -           | -           | 30     | 1      |        |
| 2023                     | Atlético Nacional        | A                        | 7          | 0          | CC              | 4               | 0               | CL                 | 4                  | 0                  |             | -           | -           | 15     | 0      |        |
| 2024                     | Atlético Nacional        | A                        | 15         | 1          | CC              | 0               | 0               | CL                 | 0                  | 0                  |             | -           | -           | 15     | 1      |        |
| Totale Atlético Nacional | Totale Atlético Nacional | Totale Atlético Nacional | 22         | 1          |                 | 4               | 0               |                    | 4                  | 0                  |             | -           | -           | 30     | 1      |        |
| Totale carriera          | Totale carriera          | Totale carriera          | 57         | 3          |                 | 10              | 0               |                    | 4                  | 0                  |             | -           | -           | 71     | 3      |        |

### Cronologia presenze e reti in nazionale
| Cronologia completa delle presenze e delle reti in nazionale ― Colombia | Cronologia completa delle presenze e delle reti in nazionale ― Colombia | Cronologia completa delle presenze e delle reti in nazionale ― Colombia | Cronologia completa delle presenze e delle reti in nazionale ― Colombia | Cronologia completa delle presenze e delle reti in nazionale ― Colombia | Cronologia completa delle presenze e delle reti in nazionale ― Colombia | Cronologia completa delle presenze e delle reti in nazionale ― Colombia | Cronologia completa delle presenze e delle reti in nazionale ― Colombia |
| Data                                                                    | Città                                                                   | In casa                                                                 | Risultato                                                               | Ospiti                                                                  | Competizione                                                            | Reti                                                                    | Note                                                                    |
| ----------------------------------------------------------------------- | ----------------------------------------------------------------------- | ----------------------------------------------------------------------- | ----------------------------------------------------------------------- | ----------------------------------------------------------------------- | ----------------------------------------------------------------------- | ----------------------------------------------------------------------- | ----------------------------------------------------------------------- |
| 16-6-2023                                                               | Valencia                                                                | Colombia                                                                | 1 – 0                                                                   | Iraq                                                                    | Amichevole                                                              | -                                                                       |                                                                         |
| Totale                                                                  |                                                                         | Presenze                                                                | 1                                                                       |                                                                         | Reti                                                                    | 0                                                                       |                                                                         |

## Palmarès

### Club

#### Competizioni nazionali
- Copa Colombia: 1

Atlético Nacional: 2023